# Laura de los Ríos Giner
Laura de los Ríos Giner (Granada, 1913 - Madrid, 1981) fue una profesora de literatura española en el Barnard College de la Universidad de Columbia de Nueva York y en la Escuela de verano de Middlebury, donde desarrolló, como otras mujeres de la élite intelectual que vivieron el exilio en Estados Unidos durante la Dictadura franquista, una fructífera labor educativa, filológica, literaria, jurídica, cultural. Coautora con su madre, Gloria Giner de los Ríos García, de obras como Cumbres de la civilización española; dirigió junto a su marido, Francisco García Lorca, la Escuela de verano del Middlebury College, donde puso en práctica lo aprendido como alumna y como profesora de la Institución Libre de Enseñanza, institución a la que a su regreso a España, intentó darle un nuevo impulso desde el Patronato Giner de los Ríos. Tras el fallecimiento de su esposo, llevó a cabo la necesaria revisión de los originales y puesta a punto para la publicación de la obra, hasta entonces inédita, de quien fue el hermano menor del poeta Federico García Lorca.

## Biografía
Nació en 1913 en Granada. Sus padres, Fernando de los Ríos Urruti y Gloria Giner de los Ríos García, hacía poco más de un año que habían contraído matrimonio y que habían fijado su residencia en la capital andaluza, donde el padre había ganado la plaza de catedrático de Derecho Político y la madre la de profesora de Geografía e Historia de la Escuela Normal.

### Infancia
Laura creció rodeada del selecto círculo de amistades de sus padres, entre los que se encontraba Berta Wilhelmi y su esposo Eduardo Domínguez,  Manuel de Falla ─con quien Laura tocaba el piano a cuatro manos─, Juan Ramón Jiménez, Zenobia Camprubí y Federico García Lorca.
La más rancia aristocracia y burguesía granadina, que rechazó al matrimonio Ríos-Giner por no tolerar sus ideas políticas laicistas y de avance social e institucionistas, tampoco permitía que sus hijos jugaran con la hija de un socialista. Laura jugaba con los hijos de la portera, con los de Fernando Sáinz, con Pilar Almagro y con su gran amiga, Isabel García Lorca.
Laura tenía unos seis años cuando Federico García Lorca le presentó a su hermana pequeña, Isabel. La amistad que entablaron las niñas fue muy intensa y duró toda la vida. Ambas recuerdan las tardes  jugando con Federico. En 1923, fueron las voces en la representación del teatro de Cachiporra, en el Misterio de la Reyes Magos (siglo XIII).
Federico le dedicó a Laura en su libro Canciones (1927), la primera parte del poema Dos lunas de la tarde - Canciones de luna (Canciones 1921-1924) «(A Laurita amiga de mi hermana)». La segunda parte se la dedicó a «(A Isabelita, mi hermana)».
Laura no fue al colegio porque su madre, gran pedagoga, quiso apartar a su hija de la enseñanza privada de la Granada de aquellos años. A Laura y a su amiga Isabel les dio clases Gloria Giner y cuando ella no podía, lo hacían las señoritas, un grupo de alumnas de la Escuela Normal. La madre de Laura contó también con la colaboración de Berta Wilhelmi que estaba en contacto con la Institución Libre de Enseñanza y había organizado unas colonias escolares en Almuñécar. 
Laura tuvo una infancia muy feliz.

nunca me planteé si mis padres tenían razón o no. Estaba convencida de que eran unos seres tan extraordinarios que no me importaba lo que la gente pensara de ellos o de mi

El bachiller lo cursaron Laura e Isabel de forma oficial.

### Madrid
En 1930 Fernando de los Ríos ganó la plaza de catedrático de Ciencia Política y Derecho Político en la Universidad Central. En 1931, el gobierno provisional lo nombró ministro de Justicia y, en diciembre, ministro de Instrucción Pública. La familia se trasladó a vivir a Madrid, si bien Gloria, la madre que, según le dijo a Laura, «no estaba dispuesta a dejar su carrera y vivir de ministra», solicitó el traslado y obtuvo la plaza de Zamora. Durante tres cursos vivió sola, en una habitación de hotel en Zamora, tres días por semana, regresando a Madrid el resto de la semana. En Zamora, como en Granada, la sociedad burguesa le hizo el vacío, por ser mujer de un socialista y no asistir a las prácticas religiosas.
Laura fue una de las primeras universitarias granadinas con cargo directivo, nombrada por la Junta de Gobierno de la A.P.E.F.L. de la Federación Universitaria Escolar (F.U.E.) En 1933 participó como alumna en el Crucero universitario por el Mediterráneo junto a su amiga Isabel en calidad de alumnas. En 1936 Laura e Isabel habían terminado sus estudios y residían en la Residencia de Señoritas, haciendo unos cursillos para la cátedra del Instituto de Granada. El último examen lo tenían programado para el 18 de julio.

«Queríamos cambiar la sociedad a través de la cultura, pero llegó la guerra, y todo se terminó».

En agosto de 1936, el ayuntamiento de Chamartín había hecho un llamamiento al vecindario para solucionar el problema de las familias que tenían en el frente «al que ganaba el pan». Unas horas después, varios profesores de la escuela plurilingüe cedieron el edificio y, con la ayuda del comité que se creó y de las milicianas y milicianos, instalaron el albergue para los hijos de los que estaban en el frente. Laura de los Ríos fue una de las maestras que atendió a los niños y niñas de aquel albergue. La prensa daba la noticia con un reportaje gráfico, firmado por Elena Fortún.

### Exilio

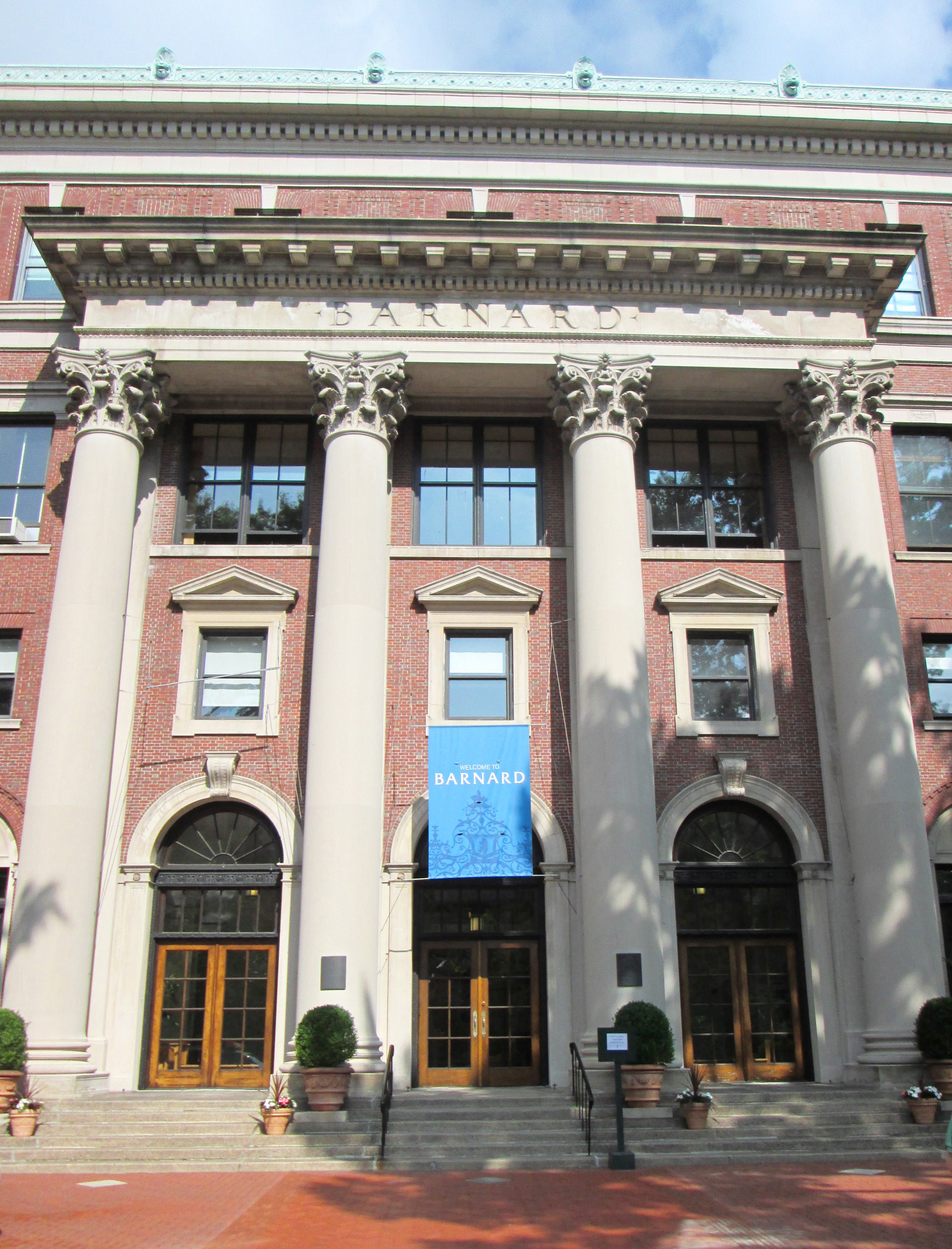
Laura de los Ríos estudió y dio clases en el Barnard College.

En 1936, su padre se hizo cargo de la embajada de España en París. Allí se fue a vivir la familia, incluida Isabel García Lorca. De París se trasladaron a Washington con la abuela materna y  un sobrino primo. Más tarde se incorporó la abuela paterna Fernanda Urruti.
La familia Ríos-Giner vivió en el exilio de Estados Unidos, que no reconoció el exilio republicano español y aplicó las leyes de inmigración a quienes quisieron entrar. No obstante, universitarios y artistas quedaron exentos de la rígida ley de cuotas de inmigración, siempre que estuvieran avalados por ciudadanos norteamericanos o fueran reclamados por alguna universidad. Laura fue una de las profesoras exiliadas que pasaron por universidades americanas que forman  parte de la élite que llevó a cabo una fructífera labor intelectual y artística.

### Doctora y profesora
En Nueva York hizo el doctorado sobre los cuentos de Clarín, tesis que años después publicó la Revista de Occidente. En la misma universidad donde se doctoró, en el Barnard College de la Universidad de Columbia, fue profesora de literatura española. También dio clases en la Escuela de Verano del Middlebury College, en donde desarrolló, como otras mujeres de la élite intelectual que vivieron el exilio en Estados Unidos durante la Dictadura franquista, una provechosa labor educativa, filológica, literaria, jurídica, cultural

## Francisco García Lorca
En 1942 contrajo matrimonio con Francisco García Lorca, hermano menor del poeta Federico y de su amiga Isabel García Lorca. Colaboró en la dirección de la Escuela de verano de Middlebury donde daba clases de literatura Española y dirigía las obras de teatro que, luego, se repetían en Nueva York . 
Del matrimonio nacieron tres hijas. 
Tras el fallecimiento de su esposo en 1976, Laura de los Ríos se propuso dar a conocer la obra ─hasta entonces inédita─ de su marido. Para a ello, durante dos años, llevó a cabo la necesaria revisión de los originales y puesta a punto para la publicación de la obra.

... tarea para la que he contado con la ayuda constante, día a día, de la viuda del autor, Laura de los Ríos...(Mario Hernández)

## Regreso a España
En 1965 regresó a España con su marido, sus tres hijas y su madre. En Madrid Laura se incorporaba a la Asociación de Mujeres Universitarias. Con el firme propósito de darle un nuevo impulso al Instituto Libre de Enseñanza, Laura reorganizó con Elvira Ontañón , las colonias infantiles de vacaciones. Falleció el 14 de diciembre de 1981.

«La luna está muerta, muerta;
pero resucita en la primavera.»
(Federico García Lorca)